# Geografía de Svalbard

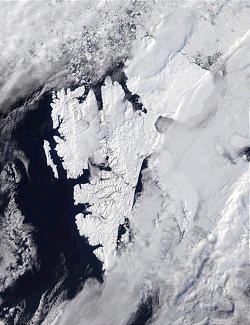
Imagen de satélite de Svalbard, cortesía de la NASA.

El archipiélago de las islas Svalbard está localizado entre el océano Glacial Ártico, el mar de Barents, el mar de Groenlandia y el mar de Noruega. El archipiélago es la parte más septentrional del Reino de Noruega.
- Superficie: 61.022 km²
- Límites fronterizos: 0 km
- Costas: 3.587 km

## Clima
El clima de las Svalbard es polar, templado por la cálida corriente del Atlántico Norte a lo largo de las costas oeste y norte. Esto significa veranos frescos e inviernos fríos, con más rigurosidad en las montañas. Las tierras altas del interior de las islas están por lo general cubiertas de hielo durante todo el año, pero la costa oeste se mantiene libre de hielo alrededor de la mitad del año.
No hay tierra cultivable en el grupo de islas debido a la fuerte glaciación y su latitud norte. No hay árboles nativos del archipiélago, pero hay arbustos como el Empetrum y el Rubus chamaemorus.

## Recursos
Las Svalbard tienen muchos recursos minerales y el carbón se extraía en gran medida en el lado oeste de Spitsbergen a pesar de que los témpanos de hielo a menudo bloquean la entrada a los puertos para las exportaciones de carbón.

## Geografía Física

### Islas de Svalbard
La superficie total de Svalbard es de 61.022 km². Las 10 islas más grandes son:
| 1.ª  | Spitsbergen             | 37 673 km² |
| 2.ª  | Nordaustlandet          | 14 443 km² |
| 3.ª  | Edgeøya                 | 5074 km²   |
| 4.ª  | Barentsøya              | 1288 km²   |
| 5.ª  | Kvitøya                 | 682 km²    |
| 6.ª  | Príncipe Carlos Forland | 615 km²    |
| 7.ª  | Kongsøya                | 191 km²    |
| 8.ª  | Bjørnøya                | 178 km²    |
| 9.ª  | Svenskøya               | 137 km²    |
| 10.ª | Wilhelmøya              | 120 km²    |

El archipiélago cuenta con numerosas islas pequeñas que apenas suman unos 621 km² sin considerar las diez anteriores.

### Fiordos
Hay numerosos fiordos en las islas Svalbard; los cinco más largos son:
- Wijdefjorden, 108 km.
- Isfjorden, 107 km.
- Van Mijenfjorden, 83 km.
- Woodfjorden, 64 km.
- Wahlenbergfjord, 46 km.

### Montañas
A pesar de su menor tamaño en comparación con las montañas de Noruega, pero debido a su latitud, las montañas cuentan en gran parte con erosión glacial:

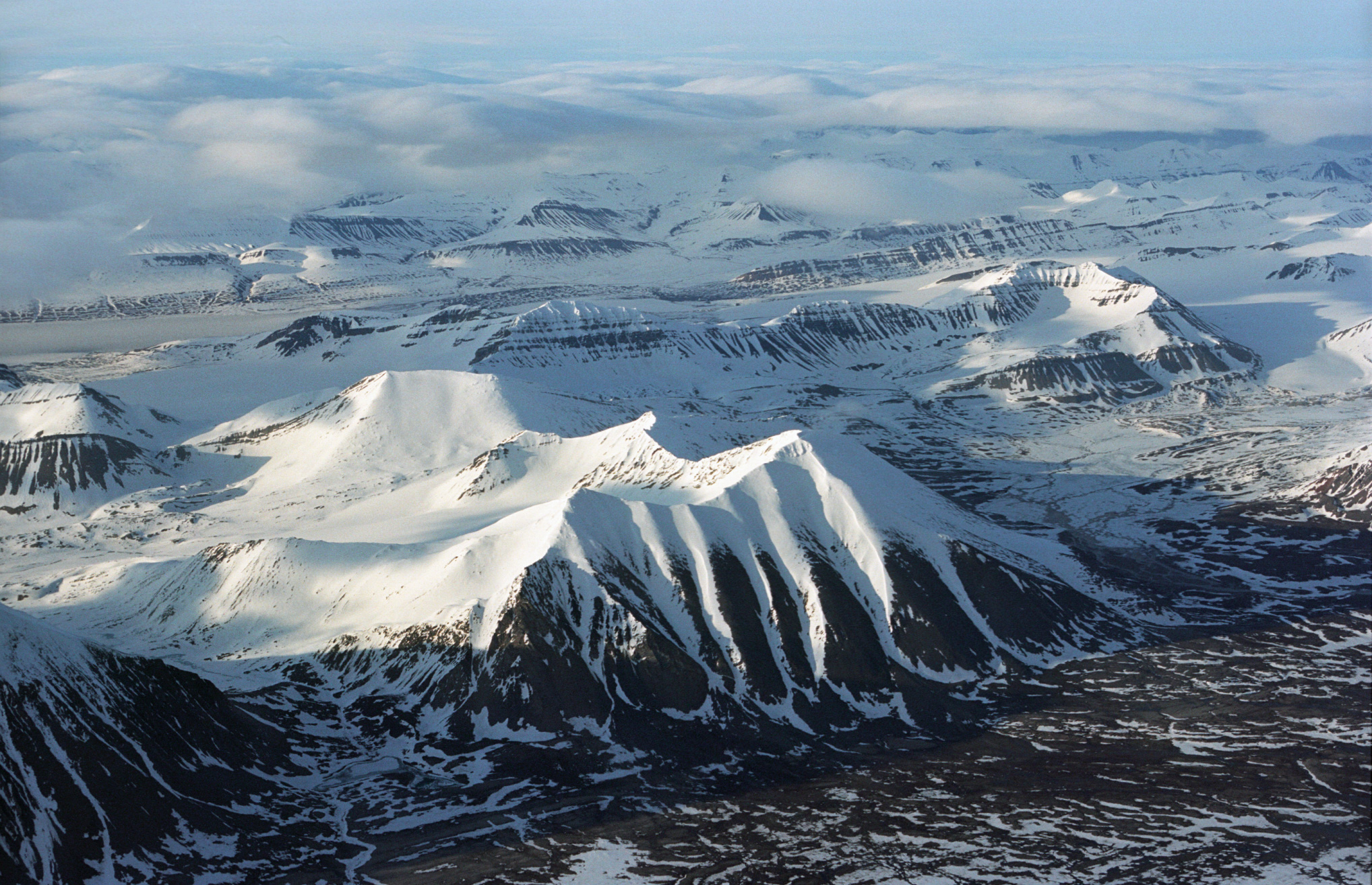
Montañas de Spitsbergen.

- Newtontoppen, 1713 m.
- Perriertoppen, 1712 m.
- Ceresfjellet, 1675 m.
- Chadwickryggen, 1640 m
- Galileotoppen, 1637 m.

### Glaciares
- Austfonna (con Sørfonna y Vegafonna), 8492 km².
- Tierra de Olav V, 4150 km².
- Vestfonna, 2505 km².
- Åsgårdfonna, 1645 km².
- Edgeøyjøkulen, 1300 km².
- Hinlopenbreen, 1248 km².
- Negribreen, 1182 km².
- Bråsvellbreen, 1160 km².
- Etonbreen, 1070 km².
- Leighbreen, 925 km².
- Holtedahlfonna (con Isachsenfonna), 900 km².
- Kvitøyjøkulen, (Kvitøya, 705 km².
- Stonebreen, 700 km².
- Kronebreen, 700 km².

## Asentamientos

### Habitados

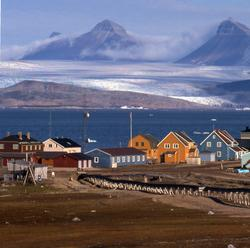
Ny-Ålesund en verano.

- Longyearbyen (alrededor de 2,000 h.)
- Barentsburg (Баренцбург) (Asentamiento ruso, 400 h.)
- Sveagruva (310 h ., ninguna vive permanentemente)
- Ny-Ålesund (40 h.)
- Isla del Oso (estación meteorológica de Noruega, 9 h.)
- Hopen (estación meteorológica de Noruega, 4 h.)
- Hornsund (estación meteorológica de Polonia, 8 h.)